# Enslaved and Other Poems
Enslaved and Other Poems – tomik wierszy angielskiego poety Johna Masefielda, opublikowany w 1920. Zbiorek zawiera tytułowy, sześćdziesięciostronicowy poemat Enslaved, balladę The Hounds of Hell, dwa cykle sonetów, jeden zatytułowany po prostu Sonnets i drugi Animula, oraz kilka innych utworów.